# Mistrz Londyńskiego Wawrina
Mistrz Londyńskiego Wawrina – anonimowy miniaturzysta, czynny prawdopodobnie w Brugi w drugiej połowie XV wieku. 
Nazwę anonimowemu artyście nadano od autora kronik, do których wykonał iluminacje, Jeana de Wavrina.

## Geneza miana artysty
Jean de Wavrin był politykiem, kronikarzem i doradcą Filipa III. Przez ostatnie 25 lat swojego życia spisywał dzieje królów angielskich i związane z nimi legendy oraz wydarzenia historyczne. W sześciotomowej pracy Anciennes et nouvelles chroniques d’Angleterre korzystał z licznych dostępnych mu źródeł: listów i wcześniejszych prac m.in. z Historia regum Britanniae Geoffreya z Monmouth i Chroniques Jeana Froissarta z XIV wieku. Pierwsza edycja kronik została ukończona około 1445 roku, a opisywane w niej wydarzenia kończą się na roku 1413, wraz ze śmiercią króla Anglii Henryka IV. Druga wersja powstała w 1469 roku. Jedyny kompletny rękopis znajdował się w bibliotece Louisa de Gruuthuse (obecnie w Francuskiej Bibliotece Narodowej w Paryżu); drugi niekompletny w bibliotece Nassau. Trzecia wersja kronik powstała prawdopodobnie już po śmierci Wavrina. W jej zawartość wchodzi m.in. jeden tom bogato ilustrowany powstały dla króla Edwarda IV (obecnie w Bibliotece Brytyjskiej). Rękopis powstał w Brugii około 1475 roku i był ilustrowany przez Mistrza Londyńskiego Wawrina.

## Życie i działalność artystyczna

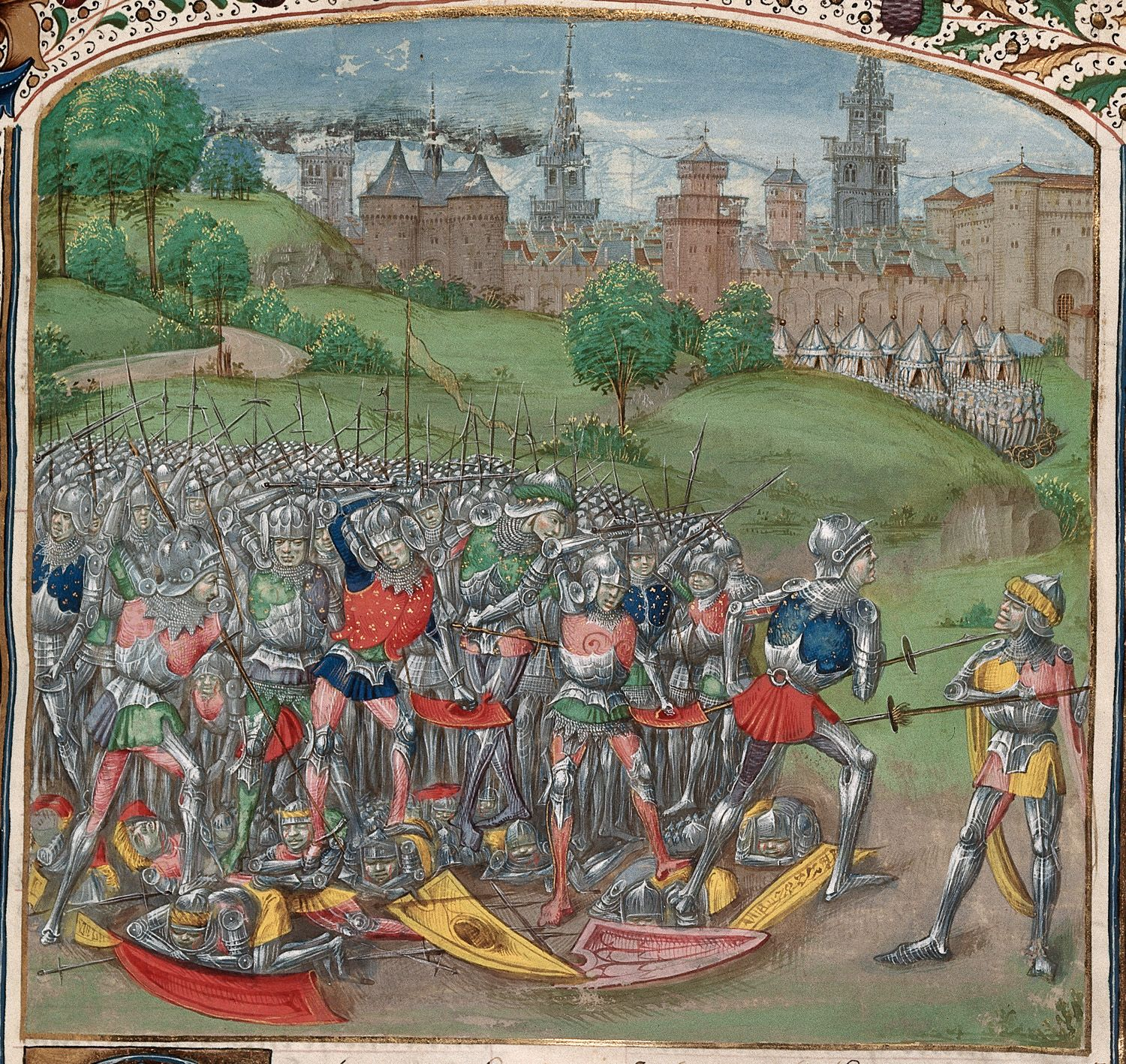
Śmierć Hengista, iluminacja z Anciennes et nouvelles chroniques d’Angleterre

Według historyka sztuki Scotta McKendricka, Mistrz Londyńskiego Wawrina poprzez iluminowanie świeckich historii przyczynił się do odkurzenia tej tematyki z zapomnienia. Charakteryzował się ostrym liniowym stylem, zmiękczanym poprzez grę świateł na postaciach i rozległym krajobraz z podniesionym horyzontem zawsze towarzyszący scenom. Jego iluminacje wprowadzały poetycką, spokojną atmosferę. Niemiecki historyk sztuki Max Jakob Friedländer Friedrich Winkler zaliczał go do grupy artystów skupionych wokół Mistrzów Złotego Runa. Współpracował prawdopodobnie z innym iluminatorem Mistrzem Getty Froissart.